# Гавриловка (Красноярский край)
Гавриловка — деревня в Иланском районе Красноярского края. Входит в состав Южно-Александровского сельсовета.

## История
Деревня была основана в 1836 году. По данным 1926 года в Гавриловке имелось 143 хозяйства и проживало 707 человек (347 мужчин и 360 женщин). В национальном составе населения преобладали белорусы. Функционировала школа I ступени. В административном отношении деревня являлась центром Гавриловского сельсовета Амонашевского района Канского округа Сибирского края.

## Население
| 2010 |
| ---- |
| 91   |

Гендерный состав
По данным Всероссийской переписи населения 2010 года в гендерной структуре населения мужчины составляли 45,1 %, женщины — соответственно 54,9 %.
Национальный состав
Согласно результатам переписи 2002 года, в национальной структуре населения русские составляли 99 % из 102 чел.